# اندیس شمال روستای ترخاص
شمال روستای ترخاص یک اندیس فلزی است که در حوالی شهر سلطان آباد  استان خراسان قرار دارد و مادهٔ معدنی موجود در آن، طلا است.  